# Crkva sv. Luke u Kamenmostu
Crkva sv. Luke u selu Kamenmostu, općina Podbablje, zaštićeno kulturno dobro.

## Opis dobra
Vrijeme nastanka je od 15. do 18. stoljeća. Župna crkva sv. Luke na Kamenmostu jednobrodna je građevina s kvadratnom apsidom i velikom preslicom na pročelju sagrađena na mjestu ranije crkve početkom 17. stoljeća. Donji dio građen je od stećaka, a gornji manjim klesanim kamenom. Crkva je u vrlo dobrom stanju. U posljednjih nekoliko godina je građevinski i statički sanirana, promijenjen joj je krov i uređena unutrašnjost.

## Zaštita
Pod oznakom Z-1872 zavedena je kao nepokretno kulturno dobro - pojedinačno, pravna statusa zaštićena kulturnog dobra, klasificirano kao "sakralna graditeljska baština".